# Quebrada Cruz
Quebrada Cruz es un barrio ubicado en el municipio de Toa Alta en el estado libre asociado de Puerto Rico. En el Censo de 2010 tenía una población de 5343 habitantes y una densidad poblacional de 553,36 personas por km².

## Geografía
Quebrada Cruz se encuentra ubicado en las coordenadas 18°20′25″N 66°15′28″O / 18.34028, -66.25778. Según la Oficina del Censo de los Estados Unidos, Quebrada Cruz tiene una superficie total de 9.66 km², de la cual 9.33 km² corresponden a tierra firme y (3.33%) 0.32 km² es agua.

## Demografía
Según el censo de 2010, había 5343 personas residiendo en Quebrada Cruz. La densidad de población era de 553,36 hab./km². De los 5343 habitantes, Quebrada Cruz estaba compuesto por el 77.43% blancos, el 9.79% eran afroamericanos, el 0.36% eran amerindios, el 0.09% eran asiáticos, el 0.04% eran isleños del Pacífico, el 8.67% eran de otras razas y el 3.63% pertenecían a dos o más razas. Del total de la población el 99.4% eran hispanos o latinos de cualquier raza.